# Падерно Понкијели
Падерно Понкијели (итал. Paderno Ponchielli) је насеље у Италији у округу Кремона, региону Ломбардија.
Према процени из 2011. у насељу је живело 886 становника. Насеље се налази на надморској висини од 59 м.

## Становништво
Према резултатима пописа становништва 2011. у општини је живело 1.480 становника.
| 1931. | 1936. | 1951. | 1961. | 1971. | 1981. | 1991. | 2001. | 2011. |
| ----- | ----- | ----- | ----- | ----- | ----- | ----- | ----- | ----- |
| 4.045 | 4.142 | 3.979 | 3.021 | 2.122 | 1.801 | 1.598 | 1.521 | 1.480 |